# Андертејкер
Марк Вилијам Калавеј (енгл. Mark William Calaway; Хјустон, 24. март 1965), познатији као Андертејкер (енгл. The Undertaker), амерички је глумац и рвач.Члан је компаније WWE (енгл. World Wrestling Entertainment) — где је ради од 1990. године, што га чини рвачем са најдужим радним стажом. У дугогодишњој каријери био је четири пута WWE шампион, World Heavyweight шампион три пута, као и шампион у тимској категорији шест пута. Такође, био је хардкор шампион и победник Ројал рамбл меча 2007. Пре пораза на Реслманији 30 имао је низ од 21 победе. Сматра се за једног од најуспешнијих и најпознатијих професионалних рвача.

## Детињство, младост и каријера
Калавеј је рођен је 24. марта 1965. у Хјустону (Тексас) као најмлађи од пет синова Франк Калавеја и Бети Труби. Његови преци су мешавина Ираца и америчких Индијанаца.
Матурирао је 1983. у средњој школи Волтрип, где је био члан кошаркашког тима. 
У сезони 1985/86 играо је кошарку на Универзитету Тексас вестлејн.
Рвачку каријеру је започео 1984. у World Class Championship Wrestling (WCCW), где је био до 1990. када прелази у World Wrestling Federation (сада World Wrestling Entertainment). Његов лик још од почетка био је мрачан, инспирисан хорор темом уз поседовање натприродних моћи користећи надимак „Мртвац” (енгл. Deadman). Андертејкерово појављивање обавезно је пропраћено гашењем светла, звуком црквених звона и ватром као и разним пиротехничким ефектима. С годинама његов лик се мењао преко мрачног чаробњака до бајкера, да би се коначно 2004. године вратио свом изворном лику „Мртваца”.
Каријеру Андертајкера прате и његов менаџер Пол Берер, као и његов инсценирани полубрат Кејн са којим је имао мечеве и ривалство више пута. С годинама добио је статус једног од најпоштованијих људи — не само у WWE већ у целом свету професионалног рвања. Компанија WWE посветила је шоу „Survivor Series 2015” 25-годишњици каријере Андертејкера. На Реслманији 33 је поражен од стране Романа Рејнса. Након тога је на велико изненађење гледалаца положио своје боксерске рукавице, капут и шешир на центар ринга, објављујући своје повлачење из индустрије.

## Реслманија рекорд
Андертејкер је међу осталом познат и по низу од 21 победе на Реслманији. Његов низ био је инспирација многим борцима да га победе и прекину низ, међутим Калавеј је 20 година доминирао и побеђивао своје противнике. У низу од 21 победе Калавеј је поразио 17 различитих рвача. Први меч у коме је учествовао и победио јесте против Џимија Снуке и то на Реслманији 7, 1991. године. Годинама био је непоражен, а 2013. године његов непобедиви низ био је 21 победа заредом. Међутим његово ривалство са Брок Леснаром изазвало је меч на Ресманији 30 где је Андертејкер изгубио а непобедиви низ тако прекинут. После дужег опоравка од последица тешког меча, годину дана касније на Реслменији 31, Калавеј се вратио и уписао 22. победу на овом такмичењу. Од свог дебија 1990. до 2015. Андертејкер није имао противника на Реслманији само једном.

## Приватни живот
Калавеј има четворо деце из три брака. Године 1989. венчао се са Џоди Лин, са којом има сина; пар се развео 1999. Две године касније Калавеј се венчао са Саром Френк, са којом има две ћерке; развели су су 2007. године. Након тога Калавеј је ступио у везу са бившом WWE звездом Мишел Макул, са којом се венчао 2010. године; године 2012. добили су ћерку.
Андертејкер је са својом бившом женом основао компанију за спасавање напуштених паса у оквиру А&М Тексас универзитета. Такође, са својим пословним сарадницима инвестирао је у некретнине. Калавеј је у току своје каријере учествовао у неколико инцидената и туча.

## Филмска каријера
Марк Калавеј се поред своје каријере професионалног рвања појављивао у неколико филмова и неколико епизода телевизијских серија.
| Улоге Андертејкера |              |               |             |                 |
| Година             | Српски назив | Изворни назив | Улога       | Напомена        |
| 1991.              |              |               | Хуч         |                 |
| 1999.              |              |               | Андертејкер | документарни    |
| 1999.              |              |               | Демон       | 2 епизоде       |
| 1999.              |              |               | Андертејкер | епизода The Con |
| 1999.              |              |               | Андертејкер | глас            |
| 2015.              |              |               | Андертејкер | глас            |